# Raheem Mostert
Dominique Raheem Mostert (geboren am 9. April 1992 in Daytona Beach, Florida) ist ein US-amerikanischer American-Football-Spieler auf der Position des Runningbacks. Er spielte College Football für die Purdue University. Nach kurzzeitigen Anstellungen bei sechs verschiedenen Teams stand er von 2016 bis 2021 bei den San Francisco 49ers in der National Football League (NFL) unter Vertrag. Von 2022 bis 2024 spielte Mostert für die Miami Dolphins. Seit 2025 steht er bei den Las Vegas Raiders unter Vertrag.

## College
Mostert spielte von 2011 bis 2014 Football am College. Er besuchte die Purdue University und spielte dort für die Purdue Boilermakers in der NCAA Division I FBS. Dabei wurde er überwiegend als Return Specialist eingesetzt. Zudem spielte er zunächst als Wide Receiver, erhielt aber auf dieser Position kaum Einsatzzeit. Auch als Runningback spielte er in seinen letzten beiden Jahren am College kaum eine Rolle. Mostert galt als einer der schnellsten College-Football-Spieler zu seiner Zeit. Neben dem Footballteam war Mostert auch für das Leichtathletikteam von Purdue aktiv. 2014 gewann er die Meisterschaften der Big Ten Conference über 100 und 200 Meter sowie über 60 und 200 Meter in der Halle.

## NFL
Mostert wurde im NFL Draft 2015 nicht ausgewählt und im Anschluss als Undrafted Free Agent von den Philadelphia Eagles verpflichtet. Trotz einer starken Preseason, in der er die NFL in Rushing Yards anführte, schaffte er nicht in den Sprung in den 53-Mann-Kader für die Regular Season und wurde entlassen, um kurz darauf in das Practice Squad der Eagles aufgenommen zu werden. Am 14. September holten die Miami Dolphins Mostert als Spieler in ihren regulären Kader. Bei den Dolphins kam Mostert zu seinem ersten NFL-Einsatz, als er in Woche 2 gegen die Jacksonville Jaguars zwei Kicks für 57 Yards zurücktrug. Am 13. Oktober wurde er entlassen und über die Waiver-Liste von den Baltimore Ravens verpflichtet. Bei den Ravens wurde er einige Wochen als Kick Returner eingesetzt, bevor er am 15. Dezember erneut entlassen wurde. Wiederum wurde er direkt vom nächsten Team unter Vertrag genommen, die Cleveland Browns sicherten sich die Rechte an Mostert. Er wurde in den letzten drei Partien als Returner eingesetzt und unterzeichnete einen neuen Vertrag für die Saison 2016, wurde jedoch kurz vor Beginn der Regular Season aus dem Kader gestrichen.
Danach folgten einige Tage im Practice Squad der New York Jets, aus dem er nach wenigen Tagen wieder entlassen wurde. Wenig später holten die Chicago Bears Mostert für ihr Practice Squad und beförderten ihn am 21. September für zwei Spiele in den aktiven Kader, bis Ende November stand wieder im Practice Squad der Bears. Im Dezember unterschrieb er dann einen Vertrag bei den San Francisco 49ers, wo er wenig später ebenfalls einen Platz im 53-Mann-Kader erhielt.
In der Saison 2017 wurde Mostert überwiegend als Gunner in den Special Teams eingesetzt, bevor er Ende November wegen einer Innenbandverletzung auf der Injured Reserve List platziert wurde.
2018 kam Mostert in neun Spielen für San Francisco zum Einsatz. Er erzielte bei 34 Läufen 261 Yards Raumgewinn und verzeichnete er sieben Tackles in den Special Teams. Beim Spiel gegen die Oakland Raiders in Woche 9 stellte er mit 86 Yards eine neue Karrierebestmarke auf, zudem erlief er seinen ersten Touchdown in der NFL. Allerdings brach sich Mostert in diesem Spiel den Arm, womit die Saison für ihn beendet war. Am 2. November 2018 wurde er erneut auf die Injured Reserve List gesetzt.
Vor der Saison 2019 unterzeichnete Mostert einen neuen Dreijahresvertrag über 8,7 Millionen Dollar bei den 49ers. Er begann die Saison als dritter Runningback im Depth Chart hinter Matt Breida und Tevin Coleman. In Woche 13 erlief Mostert gegen die Baltimore Ravens 146 Yards und einen Touchdown, seitdem etablierte er sich zunehmend im Backfield der 49ers.
Als bestes Team der Regular Season in der National Football Conference (NFC) zogen die Niners in die Play-offs ein und trafen in der Divisional Round auf die Minnesota Vikings. Mostert eroberte in diesem Spiel einen Fumble, nachdem Minnesotas Returner Marcus Sherels einen Punt hatte fallen lassen, und lief zwölfmal für 58 Yards und einen Touchdown, bevor er die Partie mit einer Wadenverletzung verlassen musste. Im NFC Championship Game gegen die Green Bay Packers konnte Mostert dann seine bis dahin beste Leistung abrufen. Mit vier Touchdowns und 220 Yards war er ein wesentlicher Faktor für den 37:20-Sieg und damit den Einzug in den Super Bowl LIV, den San Francisco gegen die Kansas City Chiefs verlor. Er war der erste NFL-Spieler, der mindestens 200 Yards und vier Touchdowns in einem Play-off-Spiel erlief und stellte einen neuen Bestwert für ein Championship-Game auf. Nur Eric Dickerson erlief in den Play-offs mit 248 Yards in der Divisional Round mehr Yards in einem Spiel als Mostert.
In der Offseason 2020 forderte Mostert einen Trade von den 49ers, blieb aber nach einer Umstrukturierung seines Vertrags in San Francisco. Wegen einer Knieverletzung verpasste Mostert die Partien am dritten und am vierten Spieltag. Am sechsten Spieltag verletzte er sich erneut. Insgesamt verpasste er acht Partien verletzungsbedingt und kam auf 521 Yards und drei Touchdowns.
Bereits am ersten Spieltag der Saison 2021 verletzte sich Mostert beim 41:33-Auswärtssieg bei den Detroit Lions am Knie und musste operiert werden, wodurch er die komplette Saison verpasste. Ohne ihn erreichten die 49ers das NFC Championship Game, das sie mit 17:20 gegen die Los Angeles Rams verloren.
Im März 2022 nahmen ihn die Miami Dolphins unter Vertrag. Er war bei 16 Spielen der Regular Season 14-mal Starter und stellte mit 181 Läufen für 891 Yards jeweils neue Karrierebestwerte auf und kam auf einen Durchschnitt von 4,9 Yards pro Lauf. Dabei erlief Mostert drei Touchdowns, zudem fing er 31 Pässe für 202 Yards und zwei weitere Touchdowns. Im März 2023 einigte Mostert sich mit den Dolphins auf eine Verlängerung seines auslaufenden Vertrags um zwei Jahre im Wert von 5,6 Millionen US-Dollar. In der Saison 2023 erlief Mostert 1012 Yards Raumgewinn bei 209 Versuchen (4,8 Yards pro Lauf) und führte die NFL mit 18 erlaufenen Touchdowns an. Er wurde in den Pro Bowl gewählt. Im Jahr darauf verlor Mostert seine Rolle als Nummer-eins-Runningback der Dolphins an De’Von Achane. Daher wurde er nach der Saison am 14. Februar 2025 von den Dolphins entlassen.
Im März 2025 nahmen die Las Vegas Raiders Mostert unter Vertrag.